# Extra EA-300
L'Extra 300 è un aereo acrobatico monomotore ala bassa, prodotto dall'azienda tedesca Extra Aircraft.
Progettato da Walter Extra (ex pilota acrobatico) appositamente per le competizioni di volo acrobatico e gli air show, è uno dei migliori aerei di questo tipo mai creati. È prodotto in due versioni, Extra 300L e Extra 300S, rispettivamente a due posti in tandem o monoposto. Entrambe superano i 10G di fattore di carico, sia positivo che negativo; nel caso dell'Extra 300L, se a bordo vi sono due persone non si devono superare gli 8G, sia positivi che negativi.
Dotato di un carrello d'atterraggio biciclo molto resistente e costruito in alluminio su uno chassis di lega molto leggera e resistente, l'Extra 300 ha una velocità di rollio che supera i 400° al secondo e una VNE (velocità da non eccedere) di 225 nodi (400 km/h).
Generalmente, monta un motore Avco Lycoming da 300 cavalli di potenza, sovralimentato a turbina, e un'elica tripala Hartzell a passo variabile e giri costanti. Negli ultimi anni è stata progettata un'ulteriore versione dell'Extra 300S, denominata Extra 330XS, potenziata: nel motore, che da 300 è stato portato a 330 cv; nella velocità di rollio, aumentata di circa una ventina di gradi al secondo; nei fattori di carico, che passano da ± 12 g a ±15 g; nell'impianto fumogeno, che risente meno dei cambiamenti climatici e aumenta la spettacolarità delle figure create. Questa versione è stata voluta da Paul Bonhomme (pilota acrobatico della Red Bull) e dallo stesso Walter Extra. Insieme avevano già creato un Extra 300 modificato, denominato Extra 300S HP (High Performances), che poi è diventato commerciale sotto il nome di Extra 300XS.
Nel catalogo 2008 della Extra Aviation, è comparso anche un modello per l'addestramento dei piloti acrobatici meno esperti, denominato Extra330SR (Skill Range). Il motore di quest'ultimo modello ha una potenza di 350Hp, ma è meno "brutale" e più gestibile del modello da cui proviene, cosa che ne ha decretato il successo tra i piloti acrobatici professionisti.

## Varianti
300
versione originale biposto.
300S
versione monoposto caratterizzata dall'apertura alare ridotta di 50 cm (19½ in) ed equipaggiata con alettoni di maggior larghezza.
330SX
sviluppo personalizzato del 300S
300L
versione biposto ad ala bassa e fusoliera corta.

## Utilizzatori
Francia
- Armée de l'air

3 Extra 300SC consegnati e tutti in servizio all'aprile 2020.

## Videogiochi
L'Extra 300S è presente dal 1995 nel simulatore di volo Microsoft Flight Simulator come modello acrobatico, e compare nel videogioco Grand Theft Auto V, venendo rinominato "Mallard".
Inoltre l'Extra 330SC compare anche nel gioco The Crew 2, come aereo acrobatico e da gara

## Velivoli comparabili
- Sukhoi Su-26